# Eraldo Miscia
Eraldo Miscia (Lanciano, 1920 – Roma, 23 luglio 1983) è stato uno scrittore, poeta e critico letterario italiano.

## Biografia
Il suo primo testo, collocato all'età di 16 anni e intitolato Epigrammi, viene pubblicato dalla casa editrice Rocco Carabba.
Si trasferisce a Roma nel 1939 per studiare Lettere e Filosofia, ma interrompe gli studi quando è chiamato alla leva per la seconda guerra mondiale. Dopo l'8 settembre si rifugia in Abruzzo, dopodiché raggiunge Bari ed aderisce al Regno del Sud, partecipando poi allo sbarco di Anzio e alla liberazione di Roma a fianco della United States Army North.
Terminata la guerra si stabilisce definitivamente nella capitale e inizia a occuparsi di poesia e giornalismo a tempo pieno.
Importante, in questo periodo, la collaborazione con la rivista La Fiera Letteraria di cui diviene condirettore. Collaborò anche con altre riviste, tra cui Incontro, Cronache, Il Caffè e Europa Letteraria.
In poesia si presenta con Buio d'Orfeo. Nel 1953 vince il premio "Pirandello" con la commedia L'ebrea, scritta in collaborazione con Neda Naldi.
Il suo massimo successo è dovuto comunque ala trilogia Il Gran Custode delle Terre Grasse per il quale Miscia arriva secondo al Premio Strega (1975) vincendo, comunque, numerosi altri premi.
Dal 1968 opera nel territorio nazionale un'associazione che porta il suo nome che organizza concorsi e rivisitazione dell'autore. La morte nel luglio del 1983 lascia inediti diversi scritti custoditi dai famigliari. Un'associazione culturale in suo nome è stata fondata nel 1986.
Dal 1995 tale associazione ha istituito a Lanciano il Premio "Eraldo Miscia" per un racconto inedito.

## Opere
- Epigrammi, Lanciano, Carabba Editore, 1936
- Buio di Orfeo, Lanciano, Carabba Editore, 1959
- L'ebrea, Lanciano, Carabba Editore, 1953
- Trent'anni a teatro con Salvo Randone, Roma, Luigi Spina Editore, 1957
- Chi calvalca la tigre, Padova, Rebellato Editore, 1959
- Le teste di celluloide, Milano, C. Del Duca, 1963
- Rullo del tamburo, Roma, Edizioni di Novissima, 1974
- Ulisse ritrovato, Milano, Campironi Editore, 1974
- Le isole felici, Milano, Campironi Editore, 1974
- Il gran custode delle terre grasse, Milano, Rusconi, 1975
- Rosaria e il bambino, Milano, Rusconi, 1977
- Il Nazareno, Milano, Rusconi, 1979

## Premi
- Villa S. Giovanni

- Rosaria e il Bambino

- Fragmento d'oro

- Nazareno

- Premio Città di Gela

- Pirandello